# Найдек, Леонтий Иванович
Леонтий Иванович Найдек (укр. Леонтій Іванович Найдек; 29 июня 1907, станция Нижнеднепровск, Екатеринославская губерния, Российская империя — 18 июня 1992, Киев, Украина) — советский партийный и государственный деятель, первый секретарь Кировоградского (1952—1955), Одесского (1955—1958), Черкасского (1960—1964) обкомов Компартии Украины.

## Биография
Родился в украинской рабочей семье. В 1924—1925 гг. — чернорабочий, затем слесарь на металлургическом комбинате им. К. Либкнехта (Днепропетровск). В 1924 г. вступил в комсомол.
С 1927 года — на комсомольской работе. В 1929—1930 годах служил в рядах РККА; в 1929 году вступил в ВКП(б). В 1931—1936 гг. занимал должности секретаря комитета ЛКСМУ Днепропетровского завода «Коминтерн», заведующего отделом Днепропетровского городского комитета, секретаря Долинского районного, затем — Никопольского городского комитета ЛКСМ Украины. Окончил годичные курсы марксизма-ленинизма.
В 1936—1938 годах — секретарь Васильевского районного комитета КП(б) Украины (Днепропетровская область).
В 1938—1939 годах — заведующий отделом руководящих партийных органов Одесского областного комитета КП(б) Украины. В 1939—1941 годах — секретарь Одесского областного комитета КП(б) Украины по кадрам.
С началом войны — старший инструктор Политического управления Южного фронта, с 1943 года — старший помощник начальника Управления кадров Украинского Штаба партизанского движения, в 1943—1944 гг. — заместитель начальника того же Управления.
С 1944 года продолжил работу в Одесском областном комитете КП(б) Украины: секретарь по кадрам, в 1945—1950 годах — второй секретарь Одесского областного комитета КП(б) Украины. В 1950—1952 гг. обучался в Высшей партийной школы при ЦК ВКП(б).
- 1952 г. — инспектор ЦК Компартии Украины,
- 1952—1955 гг. — первый секретарь Кировоградского областного комитета Компартии Украины,
- 1955—1958 гг. — первый секретарь Одесского областного комитета КП Украины,
- декабрь 1957 г. — секретарь,
- 1957—1960 гг. — второй секретарь ЦК КП Украины[3],
- 1960—1963 гг. — первый секретарь Черкасского областного областного комитета КП Украины,
- 1963—1964 гг. — первый секретарь Черкасского сельского областного комитета КП Украины.
- 1964—1965 гг. — заместитель председателя Комитета партийно-государственного контроля ЦК КП Украины и Совете Министров Украинской ССР,
- 1965—1966 гг. — заместитель министра мелиорации и водного хозяйства Украинской ССР,
- 1966—1972 гг. — заместитель председателя Комитета народного контроля Украинской ССР,
- 1972—1976 гг. — председатель Партийной комиссии при ЦК КП Украины.

Кандидат в члены ЦК КПСС (1956—1961), член ЦК Компартии Украины (1952—1966), член Президиума ЦК КП Украины (1957—1960).
Избирался депутатом Верховного Совета СССР 4-го (1954—1958; член Совета Союза от Кировоградской области), 5-го (1958—1962; член Совета Союза от Сталинской области) и 6-го (1962—1966; член Совета Союза от Черкасской области) созывов.
Похоронен на Байковом кладбище.

## Награды и звания
- орден Ленина (28.06.1957)
- орден Октябрьской Революции (02.03.1976)
- 2 ордена Отечественной войны 2-й степени (02.05.1945; 11.03.1985)
- 3 ордена Трудового Красного Знамени (23.01.1948; 26.02.1958; 03.09.1971)
- орден Дружбы народов (27.06.1987)[7]
- орден Красной Звезды (05.01.1944)
- орден «Знак Почёта» (23.06.1966)
- медаль «За боевые заслуги» (24.12.1942)
- медаль «За трудовую доблесть» (25.12.1959)
- медаль «Партизану Отечественной войны» 1-й степени (25.10.1944)
- медаль «За оборону Одессы»
- медаль «За оборону Сталинграда».